# 1552
El 1552 (MDLII) fou un any de traspàs iniciat en divendres pertanyent a l'edat moderna

## Esdeveniments
Països Catalans
Resta del món
- Es publica un recull de medicina ameríndia al Libellus de Medicinalibus Indorum Herbis i la Brevísima relación de la destrucción de las Indias.
- Es pinta San Jeroni penitent (Ticià) (data probable).
- Destruït el Kanat de Kazan.
- Es publica la primera il·lustració d'un cestode humà.[1]
- Revisió del Llibre d'oració comú anglicà.
- Bartolomeo Eustachi descriu l'anatomia relacionada amb l'oïda humana.[2]
- Fundació de Valdivia a Xile.[3]

## Naixements
Països Catalans
Resta del món
- 24 d'agost, Bolonya, Estats Pontificis: Lavinia Fontana, pintora italiana, primera dona dedicada professionalment a la pintura (m. 1614).[4]
- 21 de setembre, Ravenna: Barbara Longhi, pintora italiana de retrats i de la temàtica Verge amb Nen (m. 1638).[5]
- 6 d'octubre, Macerata (Itàlia): Matteo Ricci, missioner catòlic jesuïta, introductor del cristianisme a la Xina (m. 1610).[6]
- Anna de Clèveris.
- Petrus Plancius.
- Edmund Spenser.

## Necrològiques
Països Catalans
- 9 de febrer: Onofre de Copons i de Vilafranca, 60è President de la Generalitat de Catalunya.
- 23 d'agost: Miquel de Ferrer i de Marimon, 61è President de la Generalitat de Catalunya.
- 11 d'octubre: Bruges: Margarita Valldaura, burgesa valenciana, esposa de Joan Lluís Vives (n. 1505).[7]

Resta del món
- Francesc Xavier, sant.
- Sebastian Münster[8]
- Elio Antonio de Nebrija.